# Loitzsch

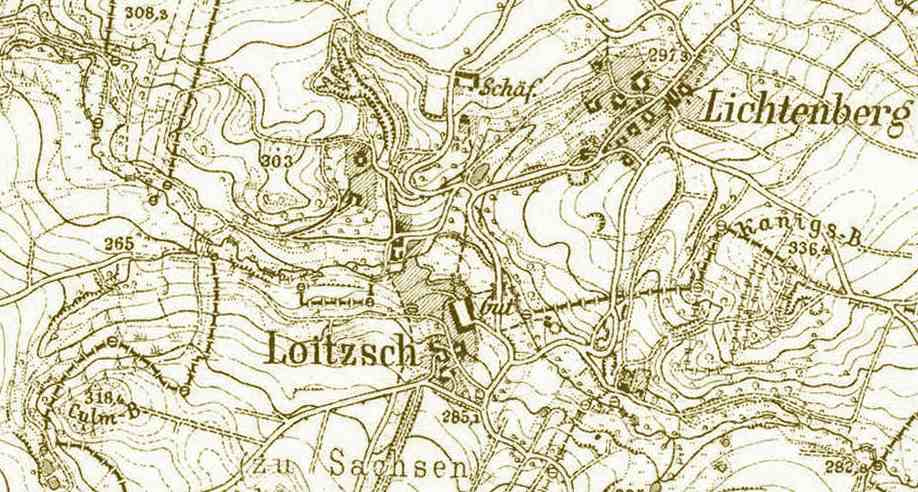
Lage und Ausdehnung der Orte Lichtenberg und Loitzsch um 1900

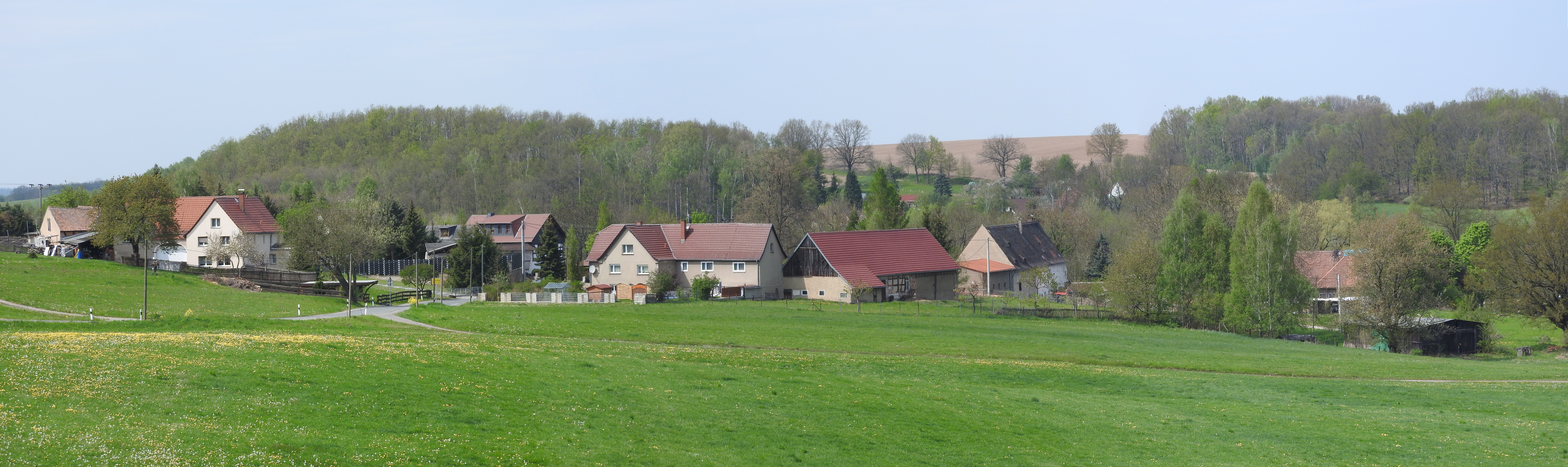
Panoramablick auf Loitzsch

Loitzsch ist eine Ortslage im Ortsteil Lichtenberg der Gemeinde Kauern im Landkreis Greiz in Thüringen.

## Lage
Loitzsch liegt südöstlich von Kauern im späteren Bergbaugebiet der Wismut AG.

## Geschichte
Loitzsch wurde am 10. November 1380 erstmals urkundlich erwähnt. Seit 1554 gehörte der Ort als Teil der Exklave Ziegenhierdsches Ländchen zu Sachsen. 1928 kam der Ort im Rahmen eines Gebietsaustauschs von Sachsen zum Land Thüringen in den Landkreis Gera. Am 1. April 1939 wurde Loitzsch mit Lichtenberg zur Gemeinde Lichtenberg vereint. Lichtenberg wurde am 1. Juli 1950 nach Kauern eingemeindet. Lichtenberg fiel 1954 dem Uranbergbau zum Opfer.
Zwei Anwesen blieben vom Ort Lichtenberg erhalten, die nun mit dem Rest des damaligen Dorfes Loitzsch den neuen Ort Lichtenberg bilden. Im Jahr 2000 hatte der heutige (Rest-)Ort Lichtenberg 27 Bewohner in acht Häusern mit 10 Haushalten, davon lebten 18 Einwohner im ehemaligen Loitzsch.